# El regreso de la pantera rosa
El regreso de la pantera rosa (en inglés, The Return of the Pink Panther) es una película británico-estadounidense de 1975, escrita y dirigida por Blake Edwards, siendo la cuarta de la saga y la primera en siete años. Con mucho, es una de las más exitosas y galardonadas de toda la serie.
Fue protagonizada por Peter Sellers, Christopher Plummer, Catherine Schell, Herbert Lom y Burt Kwouk en los papeles principales.
Esta comedia marcó el regreso de Edwards como director y de Sellers en su papel protagónico de Jacques Clouseau luego de su reconciliación  personal y varios años después de que el productor Walter Mirisch abandonara el estudio que la realizó. En su ausencia, el propio Edwards asumió también esa función.

## Argumento
El diamante "la Pantera Rosa" ha sido robado dejando una única pista atrás: un guante blanco, la inconfundible firma del mundialmente famoso ladrón apodado "El Fantasma" (Christopher Plummer). Aunque todo el mundo le daba por retirado, él se convierte en el primer sospechoso en la lista del inspector Clouseau (Peter Sellers). Queriendo limpiar su reputación, "El Fantasma" corre en busca del verdadero ladrón, y envía a Clouseau detrás de una serie de pistas falsas. Las payasadas del Inspector Clouseau empujan finalmente a su jefe, el Inspector Jefe Dreyfus, al borde de la locura e intentará matar a Clouseau para alejarle de su vida definitivamente.

## Premios
- La película ganó dos Premios BAFTA:

- Mejor comedia (Blake Edwards como productor)
- Mejor actor (Peter Sellers).

- Además, obtuvo tres candidaturas al premio Globo de Oro:

- Mejor película musical o comedia. (Blake Edwards como productor)
- Mejor actor (Peters Sellers)
- Mejor banda sonora (Henry Mancini).

- El guion firmado por Blake Edwards y Frank Waldman también fue nominado en los premios WGA.

## Animación
Ken Harris El diseñador original de la Pantera rosa se encarga de la parte de la animación y del diseño de los títulos.

## Curiosidades
- Henry Mancini y Hal David compusieron para la película el tema The Greatest Gift.
- Originalmente, se iba a producir una serie de 26 capítulos sobre la Pantera rosa para la cadena británica ATV, no obstante, finalmente, la serie no vio la luz, probablemente porque Peter Sellers se negó a interpretar al inspector Clouseau en la pantalla.
- La serie no vio la luz, pero Edwards, aprovechó la coyuntura y rodó tres películas que fueron estrenadas en tres años consecutivos. A El regreso de la pantera rosa, la seguirían La pantera rosa ataca de nuevo y La venganza de la pantera rosa.
- Aunque la producción es británica, la Metro-Goldwyn-Mayer (responsable de las entregas anteriores), también formó parte del proyecto, en coproducción con la United Artist. No obstante, los derechos son de la United Artist, motivo por el cual, es la única película de la serie que MGM no puede comercializar para consumo doméstico (DVD, VHS...)